# Бетбез
Бетбез (фр. Betbèze) насеље је и општина у јужној Француској у региону Миди Пирене, у департману Горњи Пиринеји која припада префектури Тарб.
По подацима из 2011. године у општини је живело 44 становника, а густина насељености је износила 12,75 становника/km². Општина се простире на површини од 3,45 km². Налази се на средњој надморској висини од 427 метара (максималној 428 m, а минималној 270 m).

## Демографија
| 1962. | 1968. | 1975. | 1982. | 1990. | 1999. | 2011. |
| ----- | ----- | ----- | ----- | ----- | ----- | ----- |
| 53    | 58    | 48    | 38    | 43    | 41    | 44    |

График промене броја становника у току последњих година